# Esri
Esri (Environmental Systems Research Institute) es una empresa fundada por Jack Dangermond en 1969 que en sus inicios se dedicaba a trabajos de consultoría del territorio. Actualmente desarrolla y comercializa software para Sistemas de Información Geográfica y es una de las compañías líderes en el sector a nivel mundial. Tiene su sede en California, EE. UU..
La popularidad de sus productos ha supuesto la generalización de sus formatos de almacenamiento de datos espaciales en el campo de los Sistemas de Información Geográfica vectoriales, entre los que destaca el shapefile. Su producto más conocido es ArcGIS.